# Alter Flughafen Atzenhof

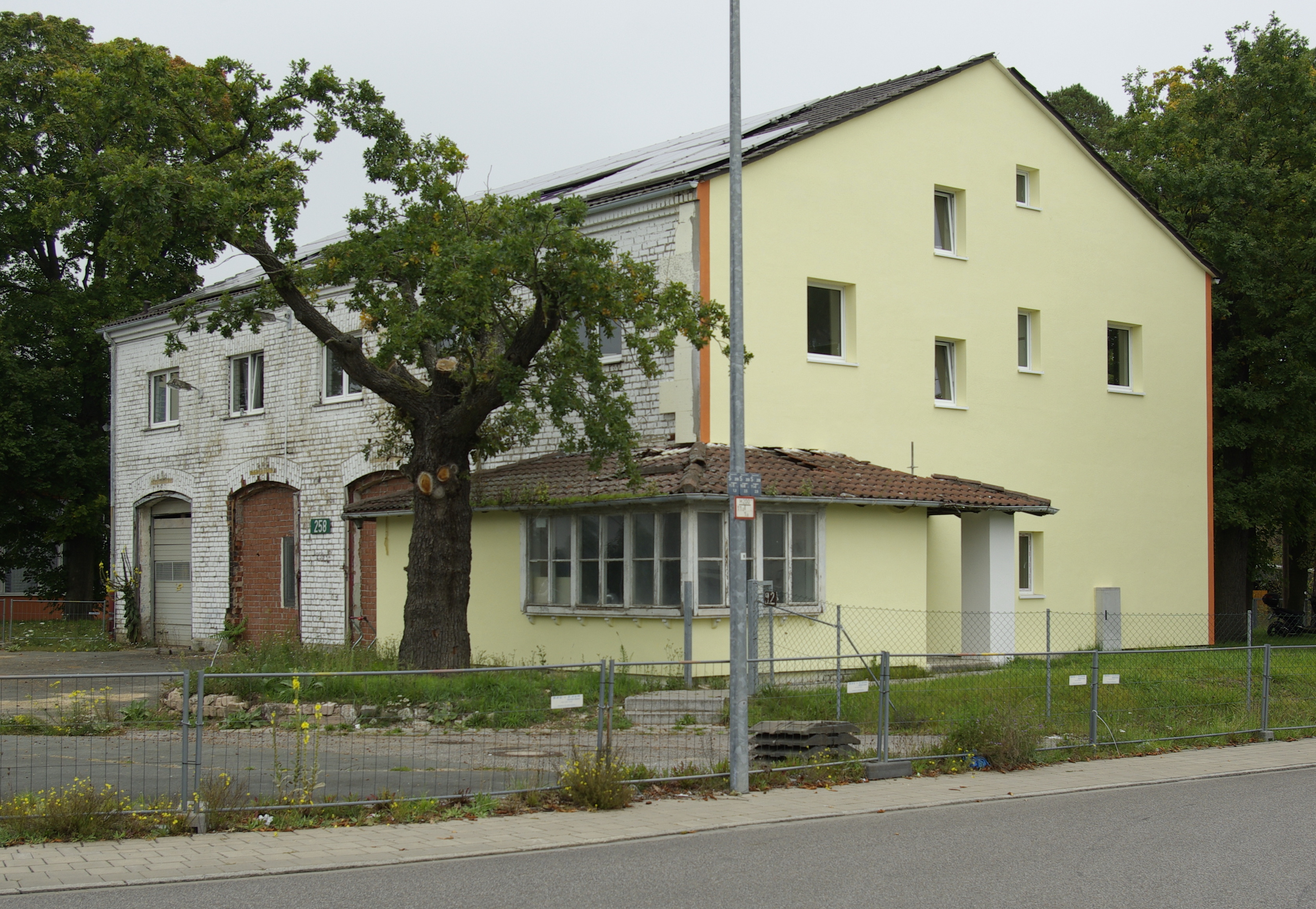
Ehemalige Flughafenfeuerwehr (2014)

Der Alte Flughafen Atzenhof war ein vielfältig genutztes Fluggelände und einer der beiden ehemaligen Flughäfen der fränkischen Stadt Fürth. Das Gelände wurde 2016 zum Stadtteil. Er diente von 1920 bis zur Inbetriebnahme des Flughafens Nürnberg-Marienberg im Jahr 1933, unter den Namen Flughafen Fürth-Nürnberg (bis 1929) beziehungsweise Flughafen Nürnberg-Fürth (ab 1929) als internationaler Verkehrsflughafen der Stadt Nürnberg.

## Geografie
Der Standort gehörte ursprünglich zu Atzenhof. Seit der Gebietsreform in Bayern und dem Bau des Main-Donau-Kanales lag das Flurstück, auf dem sich der Flugplatz befand, im Gemeindeteil Unterfarrnbach. Der westliche Teil des Geländes ist mit dem heutigen Hafen Fürth überbaut. Im Zuge der Neuregelung der Ortsteilgrenzen im Jahr 2016 wurde der Alte Flughafen Fürth zum Ortsteil.

## Fliegerschule 3 der Königlich Bayerischen Fliegertruppen
1915 begann die Königlich Bayerische Fliegertruppe mit dem Bau einer Militärfliegerstation in Fürth. Die Bahnstrecke Nürnberg–Bamberg, die Mündungen von Pegnitz, Rednitz und Zenn in die Regnitz sowie markante Kirchtürme waren damals wichtige Landmarken, um den Platz im Sichtflug leicht zu finden. Bald darauf verlegte man im Oktober 1916 die Fliegerschule 3 von Lagerlechfeld nach Fürth, um den Ausbildungsbetrieb aufzunehmen. Da die Gebäude – mit Ausnahme einer Flugzeughalle – noch nicht fertiggestellt waren, mussten die ersten Flugschüler in Zelten am Rande des Flugfelds leben. Im August 1917 wurde die neu geschaffene zweite Flieger-Ersatz-Abteilung nach Atzenhof verlegt. Das Personal wurde ebenfalls zunächst in der Stadt einquartiert. 1917 wurde der Bau vorangetrieben und schließlich konnte die Fliegerstation im Sommer 1918 fertiggestellt werden. Es gab eine Großwerft, neun sogenannte „Normalflugzeughallen“, zwei Behelfsflugzeugschuppen, eine Kraftfahrzeughalle, einen Motorenprüfstand, einen Schießstand sowie weitere Funktions- und Kasernengebäude. Die Flugwerft ist ein besonders repräsentatives Gebäude. Ein baugleiches Gebäude wurde auf der Fliegerstation Schleißheim errichtet und ist heute Bestandteil der Außenstelle des Deutschen Museums. Neben den deutschen Piloten und Beobachtern wurden auch Flieger des Osmanischen Reiches in Fürth ausgebildet.

## Flughafen Fürth-Nürnberg

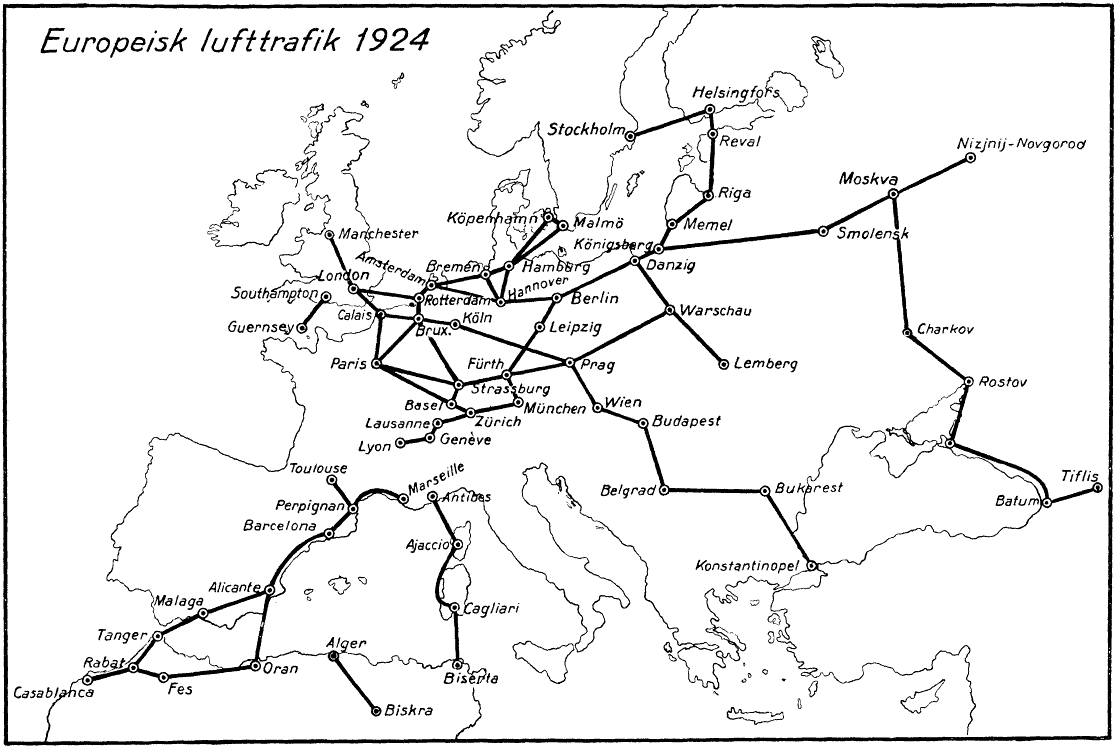
Fürth im Europäischen Luftverkehrsnetz 1924

Unmittelbar nach dem Ende des Ersten Weltkrieges setzte der Übergang zur zivilen Luftfahrt ein. Zunächst wurden ausrangierte Militärflugzeuge genutzt, um Bedarfsflüge durchzuführen, ehe die ersten regelmäßigen Fluglinien aufkamen. Mit dem Versailler Vertrag drohte das Ende des aufkeimenden Luftverkehrs. Es gelang jedoch der Reichsregierung im August 1920, den Luftverkehrshafen Fürth in die Liste der internationalen Flughäfen aufnehmen zu lassen. Am 30. Dezember 1920 landete der erste Linienflug, im März 1921 folgte eine ständige Luftpostlinie von München nach Leipzig, ab Mai folgten erste Passagierflüge. In dieser Zeit entstand auch die Flugwetterwarte Fürth, die mit einer eigenen Fokker D.VII ausgerüstet war. Von 1923 bis 1927 hatte sich die Zahl der Starts und der beförderten Fluggäste mehr als verzehnfacht und 1926 war Fürth der achtgrößte Flughafen Deutschlands. 1927 erhielt der Flughafen schließlich eine Nachtbeleuchtung. Die Nordbayerische Verkehrsflug GmbH (ab 1930 Deutsche Verkehrsflug AG) hatte in Fürth-Atzenhof ihren Stammsitz. Die im Deutschen Museum in München ausgestellte Junkers A 50 trägt noch deren Insignien.

## Junkers
Im Oktober 1922 konnte man mit den Junkers-Werken einen gewerblichen Nutzer finden. Die Junkers-Flugzeugwerke waren auf der Suche nach einem Stützpunkt für den Junkers-Luftverkehr. In der großen Werft richtete Junkers schließlich seine zentrale Wartungs- und Reparaturwerkstatt ein und schließlich wurde sogar die Endmontage der berühmten Ganzmetallflugzeuge Junkers F 13 und der G 24 nach Fürth verlegt. Die Einzelkomponenten der Flugzeuge wurden mittels der sogenannten Flugplatzbahn angeliefert. Weitere Arbeitsplätze entstanden durch die Fertigung von Schwimmern für die Wasserflugzeugvarianten der vorgenannten Muster. Die Junkersära sollte allerdings nicht lange anhalten, denn bereits im Jahr 1929 räumte das Dessauer Unternehmen die Fürther Werfthalle wieder.

## Flughafen Nürnberg-Fürth
Jetzt übernahm die Stadt Nürnberg die Mehrheit der Anteile des Flughafens und es erfolgte die Umbenennung in Flughafen Nürnberg-Fürth. Am 20. August 1933 schließlich endete der zivile Flugbetrieb in Fürth-Atzenhof, denn an diesem Tag zogen die Fluggesellschaften auf den inzwischen fertig gestellten Flughafen Nürnberg-Marienberg um.

## Militärische Nutzung im Dritten Reich

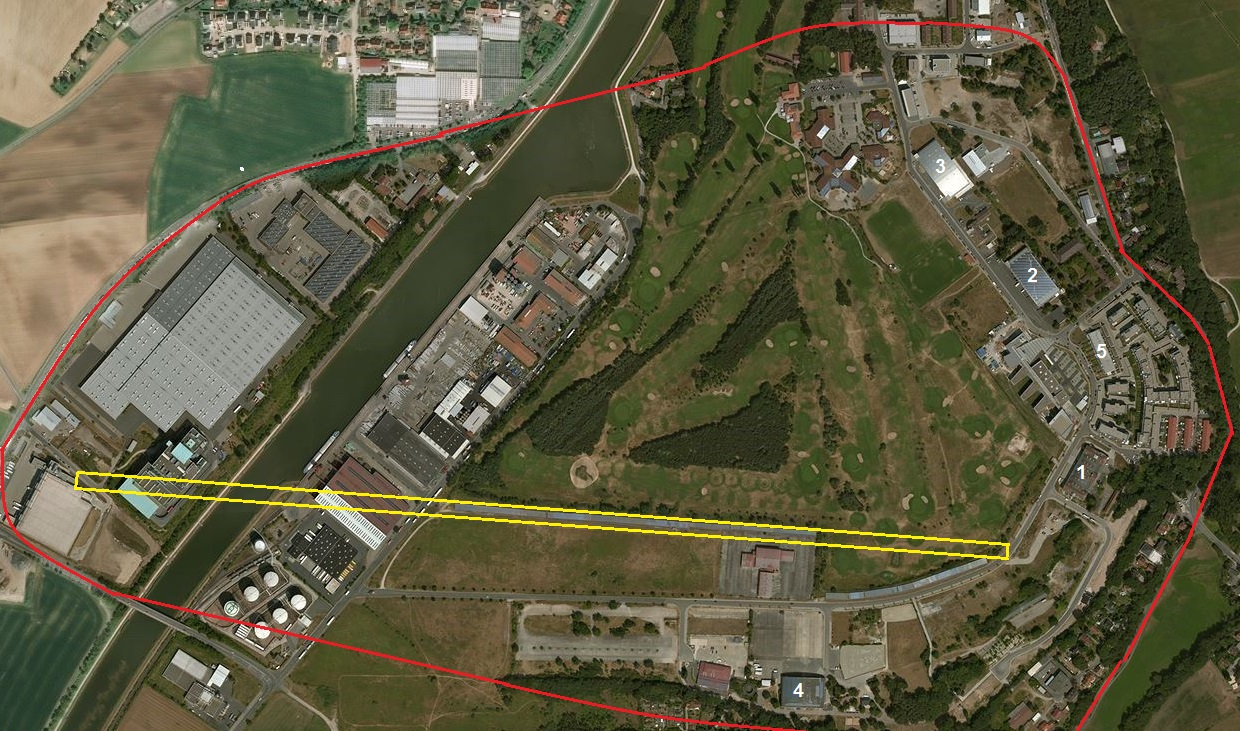
Lage des Flugplatzes: rot = ehemaliger Grasplatz von 1918–1945, gelb = befestigte Startbahn der US-Army

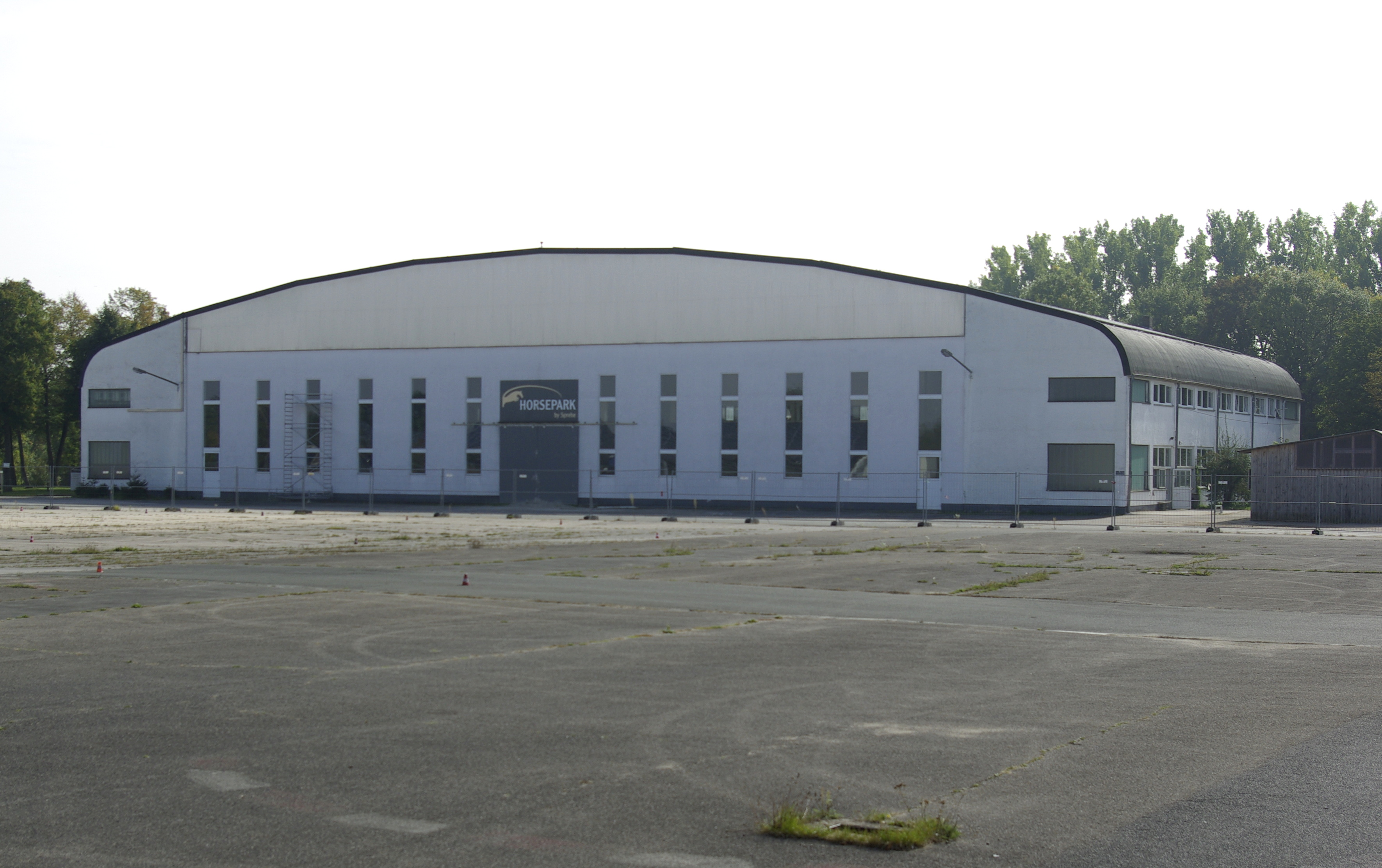
Neue Flugwerft

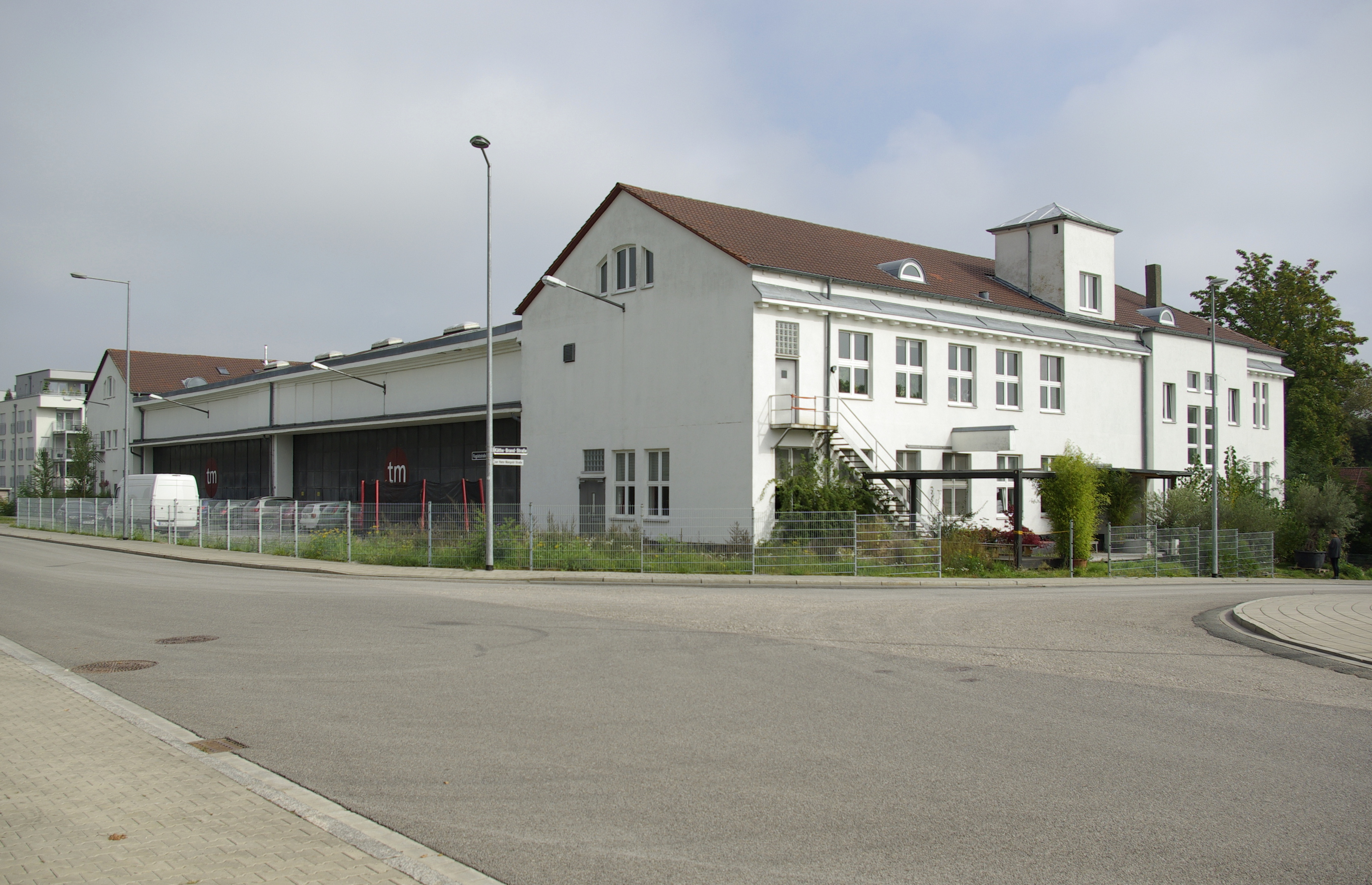
Ehemaliges Empfangsgebäude und Flugwerft (2014)

Nach dem Ende der Zivilluftfahrt wurde das Gelände wieder militärisch genutzt. Zunächst erfolgten paramilitärische Aktivität durch die Gründung von Fliegervereinen und Firmen. Die Sportflug GmbH und die Reklamestaffel Süddeutschland führten bereits vor 1935 die Ausbildung von Piloten für die künftige Luftwaffe durch. Die einzige erhaltene und im Deutschen Museum München ausgestellte Messerschmitt M17 trägt am Seitenleitwerk noch die Aufschrift Sportflug GmbH Fürth-Fliegerschule. Bald folgten auch weitere Bauarbeiten, um die Infrastruktur auf dem Fürther Fliegerhorst den modernen Erfordernissen anzupassen. In den Jahren 1934 und 1935 entstanden so zwei Flugzeughallen, eine neue Werft, Feuerwehr- und Befehlsgebäude sowie eine Vielzahl von Kasernengebäuden. Bauleiter war Regierungsbaurat Wilhelm Schulte II. Nach der Enttarnung der Luftwaffe entstand eine Flugzeugführerschule A/B, die mit theoretischer und praktischer Ausbildung ihren Betrieb aufnahm. Im April 1937 wurde diese Einheit zu einer Flugzeugführerschule C ausgebaut, die nun auch mit mehrmotorigen Flugzeugen ausbildete. Im Jahr 1940 hielt die Jagdfliegerschule 4, die am 19. März 1943 zum Jagdgeschwader (JG) 104 umbenannt wurde, ihren Einzug in Fürth. Von nun an lag der Ausbildungsschwerpunkt bei den Jagdpiloten. Nebenplätze waren Roth, Herzogenaurach, Buchschwabach, der Flugplatz Unterschlauersbach und Deiningen. Zwischenzeitlich wurde der Flugplatz immer wieder auch von aktiven Fliegerverbänden genutzt. So lag von November 1939 bis Februar 1940 die II. Gruppe des Kampfgeschwaders 2, von Juli bis September 1941 die 15. Staffel des Jagdgeschwaders 52 und in der Endphase des Krieges die I./KG 30 (Dezember 1944 bis Februar 1945) und die II./KG 51 (April 1945).

## Militärische Nutzung durch die US-Streitkräfte

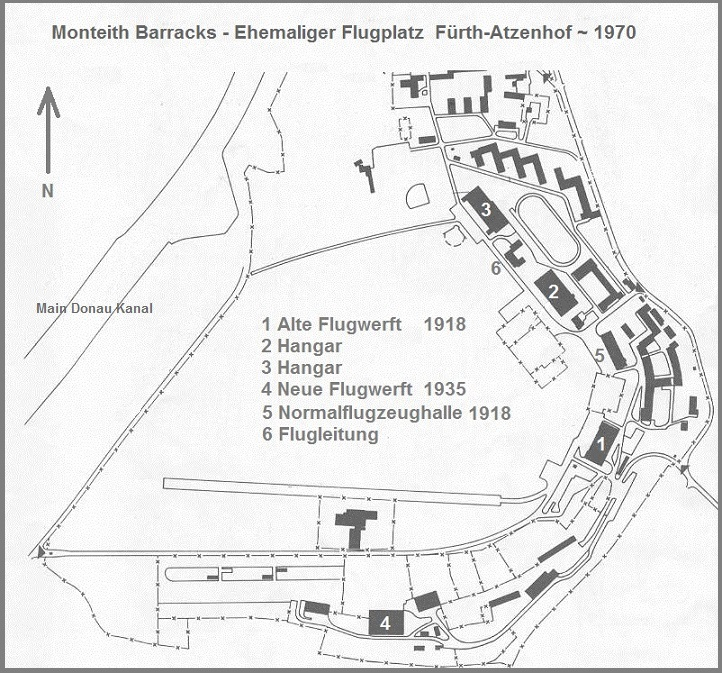
Bis heute (2017) erhaltene Gebäude

Der Flugplatz Atzenhof überstand den Krieg im Gegensatz zum Industrieflughafen Fürth nahezu unbeschädigt. Dem Ungehorsam des Fliegerhorstkommandanten ist es zu verdanken, dass die Bausubstanz nicht – wie im Nerobefehl vorgesehen – gesprengt wurde, als der Flugplatz am 19. April 1945 an die Amerikaner übergeben wurde. Zunächst nutzte die United States Army Air Forces (USAAF) das Gelände als Advanced Landing Ground ALG R-28 und befestigte den Grasplatz mit Sandblechen. Eingesetzt wurden Einheiten mit Aufklärungs- und Jagdflugzeugen. 
Die zahlreichen in Fürth vorgefundenen Flugzeuge – darunter Bf 109 G&K, Fw 190 A&D, Ju 87, Si 204 sowie diverse Schulflugzeuge – wurden mit Planierraupen in eine Sandgrube geschoben oder verschrottet. 
Dann übernahm die US Army das Areal als Army Airfield Station Fürth bis Juni 1947. Anschließend wurde es bis zum 15. September 1993 als „Monteith Barracks“ bezeichnet. Erst die Army baute eine Asphaltbahn 670 m × 23 m mit Ausrichtung 10/28 für ihre Flächenflugzeuge. Im Jahr 1956 fand auf dem Flugplatz der „Flugtag der Nationen“ statt, zu dem 100.000 Besucher kamen. Allerdings stellte die US Army in den 1960er-Jahren das Fliegen mit Flächenflugzeugen ein und es waren nur noch Hubschrauber stationiert. Als die US Army das Flugplatzgelände im Jahr 1993 wieder an die Bundesrepublik zurückgab, wurde die historische Flugwerft unter Denkmalschutz gestellt. Die anderen Gebäude wurden einer neuen Nutzung zugeführt.